# Ga Junggye
Ga Junggye (Tiếng Hàn: 중계역, Hanja: 中溪驛) là ga tàu điện ngầm trên Tàu điện ngầm Seoul tuyến 7 ở Junggye-dong, Nowon-gu, Seoul. Tên phụ của nhà ga là Đại học Kinh thánh Hàn Quốc

## Lịch sử
- 11 tháng 10 năm 1996: Bắt đầu kinh doanh với việc khai trương Tàu điện ngầm Seoul tuyến 7.

## Bố trí ga
| Nowon ↑    |
| S/B N/B \| |
| ↓ Hagye    |

| Hướng Bắc | ● Tuyến 7 | ← Hướng đi Nowon · Suraksan · Dobongsan · Jangam                     |
| Hướng Nam | ● Tuyến 7 | → Hướng đi Taereung · Đại học Konkuk · Xe buýt tốc hành · Seongnam → |

## Xung quanh nhà ga
- Sở cảnh sát Seoul Nowon
- Trung tâm thể thao cộng đồng Nowon-gu
- Trung tâm đào tạo thanh thiếu niên Nowon
- Công viên khu phố Nohae
- Trường trung học nữ sinh Daejin
- Chi nhánh tiếp sức Lotte Mart
- Sân vận động Madeul (Sân nhà của Seoul Nowon United FC ở Giải bóng đá chuyên nghiệp K4)
- Trung tâm phúc lợi cộng đồng Madeul
- Chi nhánh thứ 6 của McDonald's Sanggye
- Trường trung học cơ sở Bulam
- Trường trung học CNTT Seoul
- Công viên Vận tải Trẻ em Robocar Poli
- Bệnh viện Sanggye Paik của Đại học Inje
- Trường trung học cơ sở Jungwon
- Junggye Green apt
- Công viên khu phố Junggye
- Trung tâm phúc lợi người cao tuổi Junggye
- Junggye Geonyeong 2 APT
- Junggye Mujigae APT
- Trường tiểu học Seoul Jungwon
- Trường tiểu học Seoul Cheonggye
- Trường trung học Seoul Cheongam
- Trường trung học Seoul Cheongam
- Pizza Hut Sanggye Chi nhánh 2 (Di dời)
- Đại học Kinh thánh Hàn Quốc